# Campeonato Europeo de Patinaje de Velocidad sobre Hielo de 1998
El XCII Campeonato Europeo de Patinaje de Velocidad sobre Hielo se celebró en Helsinki (Finlandia) del 9 al 11 de enero de 1998 bajo la organización de la Unión Internacional de Patinaje sobre Hielo (ISU) y la Federación Finlandesa de Patinaje sobre Hielo.
Las competiciones se realizaron en el Anillo de Patinaje de Oulunkylä de la ciudad finlandesa.

## Resultados

### Masculino
| Evento              | Oro                                         | Plata                                   | Bronce                               |
| ------------------- | ------------------------------------------- | --------------------------------------- | ------------------------------------ |
| 500 m               | Ermanno Ioriatti · Italia · 37,82 s         | Rintje Ritsma · Países Bajos · 37,85 s  | Peter Adeberg · Alemania · 38,43 s   |
| 1500 m              | Rintje Ritsma · Países Bajos · 1:54,22      | Cédric Kuentz Francia 1:54,46           | Vadim Sayutin · Rusia · 1:55,85      |
| 5000 m              | Rintje Ritsma · Países Bajos · 6:57,10      | Bart Veldkamp · Bélgica · 6:57,74       | Kjell Storelid · Noruega · 7:01,17   |
| 10 000 m            | Bart Veldkamp · Bélgica · 14:30,79          | Rintje Ritsma · Países Bajos · 14:34,05 | Kjell Storelid · Noruega · 14:34,15  |
| Clasificación total | Rintje Ritsma · Países Bajos · 161,335 pts. | Roberto Sighel · Italia · 164,477 pts.  | Vadim Sayutin · Rusia · 164,882 pts. |

### Femenino
| Evento              | Oro                                         | Plata                                     | Bronce                                    |
| ------------------- | ------------------------------------------- | ----------------------------------------- | ----------------------------------------- |
| 500 m               | Claudia Pechstein · Alemania · 41,61 s      | Annamarie Thomas · Países Bajos · 41,74 s | Svetlana Bazhanova · Rusia · 42,03 s      |
| 1500 m              | Claudia Pechstein · Alemania · 2:04,64      | Svetlana Bazhanova · Rusia · 2:05,69      | Anni Friesinger · Alemania · 2:05,80      |
| 3000 m              | Anni Friesinger · Alemania · 4:19,99        | Svetlana Bazhanova · Rusia · 4:22,76      | Claudia Pechstein · Alemania · 4:23,27    |
| 5000 m              | Claudia Pechstein · Alemania · 7:37,84      | Elena Belci · Italia · 7:44,71            | Tonny de Jong · Países Bajos · 7:44,88    |
| Clasificación total | Claudia Pechstein · Alemania · 172,818 pts. | Anni Friesinger · Alemania · 173,904 pts. | Svetlana Bazhanova · Rusia · 174,316 pts. |

## Medallero
- Solo se otorgan medallas en la clasificación general.

| Núm. | País         | Oro | Plata | Bronce | Total |
| ---- | ------------ | --- | ----- | ------ | ----- |
| 1    | Alemania     | 1   | 1     | 0      | 2     |
| 2    | Países Bajos | 1   | 0     | 0      | 1     |
| 3    | Italia       | 0   | 1     | 0      | 1     |
| 4    | Rusia        | 0   | 0     | 2      | 2     |
|      | TOTAL        | 2   | 2     | 2      | 6     |